# Ptilotus calostachyus
Ptilotus calostachyus är en amarantväxtart som beskrevs av Ferdinand von Mueller. Ptilotus calostachyus ingår i släktet Ptilotus och familjen amarantväxter. Inga underarter finns listade i Catalogue of Life.